# Le Bûcher des vanités (roman)
Pour les articles homonymes, voir Le Bûcher des vanités.
Ne doit pas être confondu avec Le Bûcher des vaniteux.
Le Bûcher des vanités (The Bonfire of the Vanities) est un roman de Tom Wolfe, publié en 1987. Premier roman de son auteur, il est rapidement devenu un best-seller mondial.
Après avoir été impliqué dans un accident de la route avec un jeune Noir dans le Bronx, Sherman McCoy, un riche yuppie de Park Avenue, voit son univers s'effondrer.

## Résumé
Sherman McCoy, un trader de Wall Street travaillant à la firme Pierce & Pierce, mène une vie de rêve au sein de la haute société privilégiée de New York. Avec son épouse Judy, une décoratrice d'intérieur filiforme et mondaine, et leur fille Campbell âgée de six ans, McCoy habite un somptueux appartement sur Park Avenue, en plein cœur de Manhattan.
Issu d'une famille WASP traditionnelle et passé par les plus grandes universités (Yale), Sherman est riche, envié dans son travail et imbu de lui-même. Tout réussit à McCoy, l'un des « Maîtres de l'univers » et meilleur vendeur de la salle obligataire de Pierce & Pierce. Par ailleurs, à l'insu de son épouse, Sherman entretient une liaison avec la sensuelle Maria Ruskin, l'épouse d'un vieux magnat new-yorkais qui a fait fortune en organisant des charters aériens pour les arabes à destination de la Mecque.
Un soir, après être allé chercher sa maîtresse Maria à l'aéroport, celle-ci revenant d'un voyage en Italie, Sherman, au volant de son coupé Mercedes, se trompe de sortie d'autoroute et se retrouve par inadvertance dans le Bronx, un arrondissement pauvre du nord de New York, majoritairement peuplé de Noirs et de Latinos.
Étant incapables de retrouver leur chemin, et effrayés par la population interlope des blocs d'immeubles qu'ils traversent, Maria et Sherman commencent à paniquer. La tension atteint son paroxysme lorsque leur voiture heurte un pneu gisant au milieu de la chaussée, sur une rampe d'accès à l'autoroute qu'ils ont finalement retrouvée. Afin de dégager la voie, Sherman sort de voiture mais, à cet instant, deux jeunes Noirs surgissent derrière eux. L'un d'entre eux propose à Sherman de les aider. Celui-ci, pressentant qu'il s'agit d'une embuscade, attaque les intrus par surprise en lançant le pneu sur l'un d'entre eux, puis en renversant le second d'un coup d'épaule avant de remonter en voiture, côté passager. Maria, passée au volant, redémarre la voiture en trombe et, dans sa fuite (en reculant lors d'une manœuvre), heurte l'un des jeunes Noirs, Henry Lamb, âgé de 19 ans.
Après avoir été soigné à l’hôpital pour une simple blessure au poignet, Henry Lamb tombe dans le coma. Auparavant, il avait eu le temps d'indiquer à sa mère la marque de la voiture qui l'avait renversé et une partie de sa plaque d'immatriculation. Une enquête de police est menée, conduisant rapidement à Sherman. Celui-ci devient alors la proie des journalistes, des politiciens et officiels, qui profitent de l'affaire pour favoriser leur réélection ou leur promotion.
Sherman est notamment la cible d'un groupe de pression afro-américain dirigé par le sulfureux révérend Bacon, qui compte bien utiliser à son profit l'« affaire Lamb » comme un symbole du combat contre ce qu'il affirme être une « justice pour les Blancs », qui ne cherche pas à retrouver l'auteur de l'accident. Bacon présente Henry Lamb à la presse comme un jeune étudiant noir, méritant et sans histoire, qui a été injustement frappé par le destin.
Au fur et à mesure du récit, Sherman, qui se prenait pour l'un des « Maîtres de l'univers » de Wall Street, à l'abri des ennuis touchant le commun des mortels, voit son monde s'écrouler. Il perd son travail, son épouse, ses amis et subit de nombreuses humiliations (notamment au cours de son incarcération au tribunal du Bronx pendant quelques heures, puis lors de manifestations orchestrés par le révérend Bacon devant son immeuble) jusqu'à comprendre qu'« il est temps de se changer en animal et de se battre ». Regrettant de n'avoir pas alerté les autorités juste après l'accident (par peur que l'on découvre son infidélité), Sherman prend un avocat et, sur son conseil, cherche à piéger Maria pour lui faire avouer que c'était elle qui conduisait la voiture lors de l'accident.
La fin du roman montre Sherman, acculé à la ruine par de nombreux procès injustes et risquant jusqu'à vingt-cinq années de prison, curieusement apaisé par sa détermination à vouloir se défendre.

## Personnages et structure narrative
Le canevas narratif du Bûcher des vanités entrecroise plusieurs récits de différents personnages principaux, présentant leur point de vue réciproques de l'histoire.
Hormis Sherman McCoy, les personnages principaux sont Lawrence Kramer, un avocat juif substitut du procureur du tribunal du Bronx, et Peter Fallow, un journaliste new-yorkais d'origine britannique (alcoolique, paresseux et moqueur) travaillant pour le City Light, un organe de la presse à sensation.
Interviennent aussi plus rarement Edward Fiske III, un avocat fraîchement diplômé de Yale travaillant pour l'Église épiscopalienne, qui cherche à convaincre le révérend Reginald Bacon de rembourser ses dettes, mais aussi le maire de la ville de New York (vraisemblablement Ed Koch, bien qu'il ne soit pas nommé), un homme obnubilé par sa réélection, à l'image de celle du procureur du Bronx, Abe Weiss, qui charge Sherman pour faire plaisir à la communauté noire du Bronx.

## Analyse
Le Bûcher des vanités décrit l'acharnement médiatique et judiciaire subi par un homme blanc et riche, innocent, érigé en coupable idéal d'un crime commis contre un jeune Noir sans histoire du Bronx.
Sur fond d'enjeux d'argent et de pouvoir, les politiciens, meneurs communautaires et religieux, membres de l'administration judiciaire et journalistes tentent de se servir de cette affaire pour en tirer des profits personnels. Pour ce faire, ils puisent dans les tensions ethniques et sociales qui agitent la société new-yorkaise.
Le New York des années 1980, sujet de ce roman, est montré par Tom Wolfe comme une ville injuste, raciste et dysfonctionnelle, où se croisent et s'entrechoquent les appétits d'individus cyniques, cupides et corrompus, menant certains à leur perte.

## Citations
- « Elle avait raison. Le Maître de l'Univers était de peu de valeur, et c'était une pourriture, et c'était un menteur. »
- « Un mensonge peut tromper quelqu'un d'autre mais il vous dit la vérité : vous êtes faible »
(« A lie may fool someone else but it tells you the truth : "You’re weak" »).
- « Ne vous retrouvez jamais pris dans le système de la justice criminelle dans cette ville. Dès que vous êtes pris dans la machinerie, juste la machinerie, vous avez perdu. La seule question qui demeure, c'est combien vous allez perdre. »
- « Si cette affaire était jugée en toute âme et conscience, les accusés seraient Abe Weiss, Reginald Bacon et Peter Fallow du City Light[2]. »

## Adaptations

### Cinéma
En 1990, trois ans après la publication du roman, le réalisateur Brian De Palma l'adapte au cinéma avec Le Bûcher des vanités. Les acteurs Tom Hanks, Bruce Willis, Melanie Griffith et Morgan Freeman y tiennent les rôles principaux. Le film reçoit un accueil critique négatif et a fait un flop.

### Opéra
Bonfire of the Vanities, un opéra sur un livret de Michael Bergmann et une musique de Stefania de Kenessey, connaît sa première à New York le 9 octobre 2015.

## Autour du livre
- Le titre du livre est un hommage au Bûcher des Vanités organisé par les disciples du moine Jérôme Savonarole, le 7 février 1497 à Florence.
- Le personnage du juge Myron Kovitsky fut inspiré à Tom Wolfe par Burton B. Roberts (en)[3], celui de l'avocat Tommy Killian, par Eddie Hayes (en)[4]. Le roman leur est dédié.
- Dans un hommage intertextuel à Tom Wolfe, Bret Easton Ellis fait travailler Patrick Bateman — narrateur et personnage principal du roman American Psycho — pour la compagnie d'investissements fictive Pierce & Pierce, la même que celle de Sherman McCoy.
- Plusieurs médias ont dressé un parallèle entre l'affaire Dominique Strauss-Kahn et la trame du Bûcher des vanités[5],[6].
- Jordan Belfort, ancien trader condamné pour délit d'initié et blanchiment d'argent, s'est inspiré de la forme d'écriture du Bûcher des vanités afin de l'aider à écrire sa propre histoire, The Wolf of Wall Street (« Le Loup de Wall Street »). Ce livre devient, lui aussi, un best-seller l'année de sa sortie en 2004, à la suite de la sortie de prison de Belfort et à son adaptation au cinéma en 2013, réalisée par Martin Scorsese.